# Age of Chivalry
Age of Chivalry er et multiplayer-computerspil, der er oprettet som en mod for Valve Corporations kendte spilmotor, Source. Modden er grundlagt af Rikard Lindgren og Scott Chipman og udviklet af Team Chivalry. Spillet har et middelalderligt tema med fokus på nærkamp.